# Новопетровское сельское поселение (Краснодарский край)
Новопетровское сельское поселение — муниципальное образование в составе Павловского района Краснодарского края России. 
В рамках административно-территориального устройства Краснодарского края ему соответствует Атаманский сельский округ.
Административный центр и единственный населённый пункт  — станица Новопетровская.

## География
Площадь поселения — 69,45 км².

## Население
| 2010  | 2012  | 2013  | 2014  | 2015  | 2016  | 2017  |
| ----- | ----- | ----- | ----- | ----- | ----- | ----- |
| 1450  | ↘1437 | ↘1436 | ↗1438 | ↗1466 | ↗1468 | ↗1477 |
| 2018  | 2019  | 2020  | 2021  | 2023  |       |       |
| ↘1471 | ↘1469 | ↘1449 | ↘1286 | ↘1277 |       |       |

## Экономика
Базовым предприятием на территории поселения является КФХ Барсук Татьяна Леонтьевна. Фермерское хозяйство практически полностью создано на базе бывшего сельхоз-предприятия ЗАО "Кубань".  Также на территории сельского поселения работают  27 фермерских хозяйств, которые занимают площадь 1488 га и выращивают зерновые, подсолнечник, сахарную свеклу.
С 1930 года - 1970 год колхоз Путь к коммунизму.
С 1970 года - 1992 колхоз имени Жданова.
С 1992 года - 2008 год ЗАО "Кубань"
С 2008 года активы ЗАО "Кубань" перешли к КФХ Барсук Татьяна Леонтьевна, само КФХ работает с 1995 года.